# Prodesmodora terricola
Prodesmodora terricola is een rondwormensoort uit de familie van de Desmodoridae. De wetenschappelijke naam van de soort is voor het eerst geldig gepubliceerd in 1952 door Altherr.